# St. Urban (Mündt)

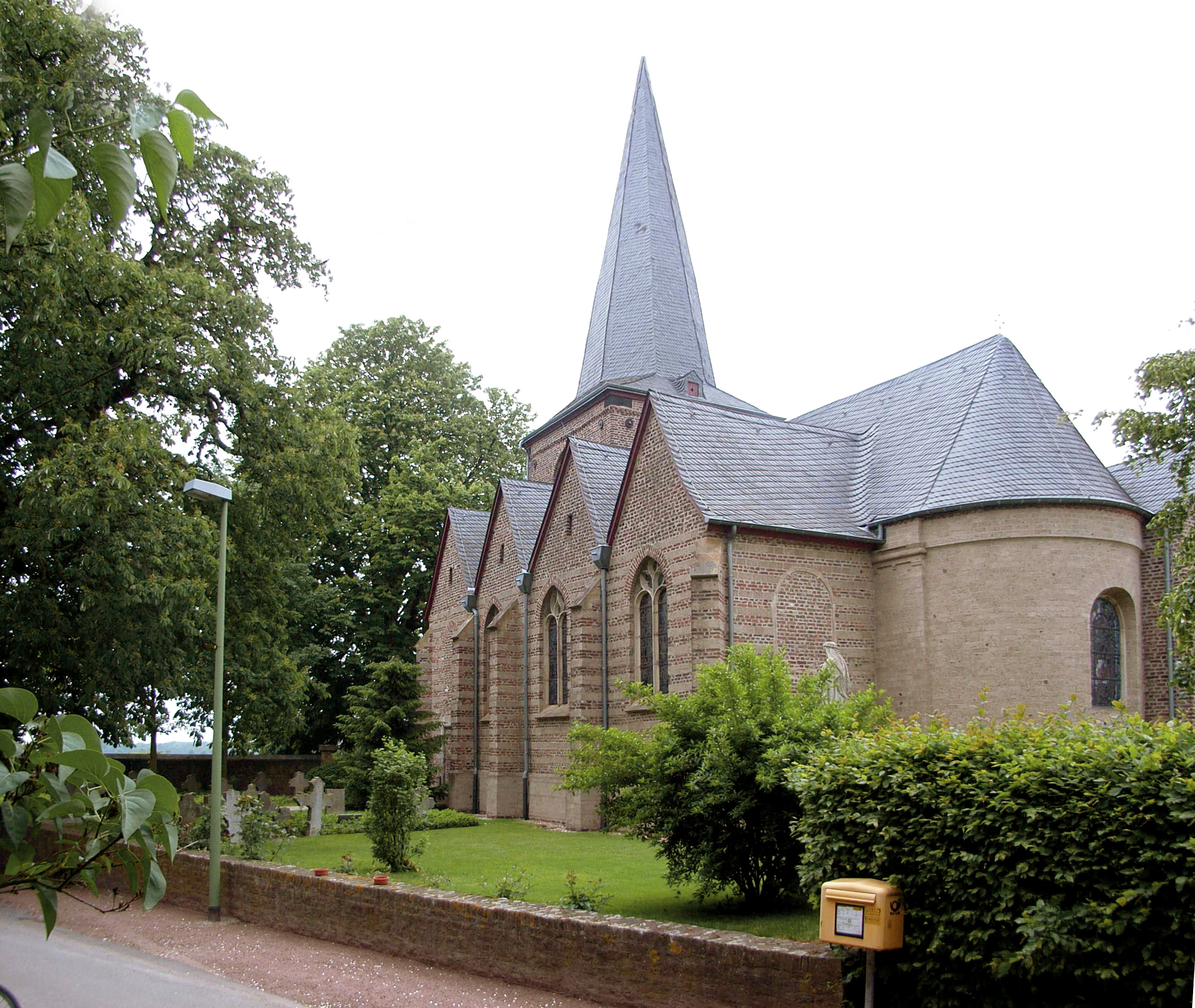
St. Urban in Mündt

St. Urban ist die römisch-katholische Pfarrkirche des Ortsteils Mündt der Gemeinde Titz im Kreis Düren (Nordrhein-Westfalen). Sie ist das älteste erhaltene Kirchengebäude des Jülicher Landes.
Die Kirche ist unter Nummer 21 in die Denkmalliste der Gemeinde Titz eingetragen und dem hl. Urban I. geweiht.

## Geschichte
Eine Kirche in Mündt wurde erstmals bereits im Jahr 650 urkundlich erwähnt. Wahrscheinlich war das Gotteshaus anfänglich dem hl. Martin von Tours geweiht, worauf die Glockeninschrift der Martinus-Glocke hinweist. Wie dieses Gotteshaus ausgesehen hat, ist nicht bekannt.
Im 10. Jahrhundert wurde eine komplett neue Kirche im Baustil der Frühromanik errichtet. Davon haben sich Teile des Kirchenschiffs, das Untergeschoss des Turmes sowie der Chor und die halbkreisförmige Apsis erhalten. Besonders erwähnenswerter Rest neben der Choranlage ist die Gliederung der Nordwand. Im Liber valoris aus der Zeit um 1300 wurde Mündt als eigenständige Pfarrei geführt. Im Dreißigjährigen Krieg, angeblich im Jahr 1642, ist die romanische Kirche durch die Hessen niedergebrannt worden. In den 1680er Jahren  wurde die Kirche unter Einbeziehung der erhaltenen Teile im Stil der Nachgotik und des Barock wieder aufgebaut. In dieser Zeit erhielt der Turm das oberste Geschoss. Seitdem wurde baulich am Gebäude nichts mehr verändert.

## Architektur
Die Pfarrkirche St. Urban ist eine frühromanisch-nachgotisch-barocke dreischiffige Hallenkirche mit einem eingezogenen, zweigeschossigen Glockenturm im Westen und einem romanischen Chor mit Apsis im Osten. Die Fenster des Langhauses besitzen zweibahniges Maßwerk. Die romanischen Bauteile sind in Tuffstein ausgeführt, während die barocken Bauteile aus Backsteinen bestehen. Das Mittel- und nördliche Seitenschiff wird von einem Kreuzrippengewölbe überwölbt, während das südliche Seitenschiff eine Flachdecke besitzt.

## Ausstattung
Von der Ausstattung sind die beiden barocken Seitenaltäre und die reich geschmückte Kanzel zu erwähnen. Davon sind der nördliche Seitenaltar und die Kanzel Dortmunder Arbeiten, die 1685 nach Mündt kamen. Die Buntglasfenster der Kirche schuf 1955 Hans Mennekes. Sie zeigen den Kirchenpatron Urban I. und Stationen aus dem Leben Jesu.

## Glocken
Im Glockenturm befinden sich drei Bronzeglocken, von denen zwei aus dem 17. Jahrhundert stammen. Die Urbanus-Glocken von 1971 ersetzt eine Glocke aus dem Jahr 1826, die von Peter Boitel gegossen wurde und in einem der beiden Weltkriege eingeschmolzen worden ist.
| Nr. | Name     | Durchmesser (mm) | Masse (kg, ca.) | Schlagton (HT-1/16) | Gießer                                             | Gussjahr |
| 1   | Martinus | 1.180            | 1.100           | e′ -1               | Johannes Bourlet, Jülich                           | 1682     |
| 2   | Urbanus  | 994              | 640             | g′ +2               | Hans Hüesker, Fa. Petit & Gebr. Edelbrock, Gescher | 1971     |
| 3   | Maria    | 370              | 40              | cis‴                | Unbekannt                                          | 1647     |

## Pfarrer
Folgende Priester wirkten bislang als Pastor an St. Urban:
| von – bis | Name                                |
| --------- | ----------------------------------- |
| 1920–1934 | Josef Frey                          |
| 1934–1941 | Wilhelm Nilkens                     |
| 1941–1953 | Franz Thoren                        |
| 1953–1964 | Josef Tenbusch                      |
| 1964–1967 | Heinrich Schultheis                 |
| 1967–1975 | P. Antonius Storcken OCarm          |
| 1975–1977 | Timotheus Ruiter                    |
| 1977–1982 | P. Heinrich Spelthahn OSFS          |
| 1982–?    | Raphaël Claes                       |
| ?–2020    | Wolf-Dieter Telorac                 |
| Seit 2020 | Norbert Glasmacher (Pfarrverwalter) |